# 여락
《여락》(五億探長 雷洛傳, Lee Rock)은 홍콩에서 제작된 유국창 감독의 1991년 드라마 영화이다. 유덕화 등이 주연으로 출연하였고 향화승 등이 제작에 참여하였다.

## 출연

### 주연
- 유덕화
- 장민

### 조연
- 오맹달
- 구숙정
- 진패
- 관해산
- 곽부성
- 진혜민
- 전준
- 담천홍
- 한곤
- 하가구
- 고웅
- 육검명
- 용방
- 황일비

## 기타
- 미술: 막소기
- 의상: 막균걸
- 무술감독: 원규
- 제편: 이금문
- 무술감독: 여대위
- 무술감독: 왕곤